# Kirke T. Moore
Kirke Tonner Moore (* 4. Oktober 1882 in Topeka, Kansas; † 15. März 1938 in Los Angeles, Kalifornien) war ein US-amerikanischer Jurist und Politiker (Republikanische Partei). Er war der letzte Superintendent of Public Instruction des Arizona-Territoriums.

## Werdegang
Kirke Tonner Moore, Sohn von Milton Randolph Moore (1846–1907) und seiner Ehefrau Annie J. (1852–1940; Geburtsname: Perkins), wurde 1882 in Topeka (Kansas) geboren, wo er die ersten Lebensjahre verbrachte. Die Familie Moore zog 1889 in das Arizona-Territorium. Sein Vater war dort ein bekannter Politiker, der in der 18. Territorial-Legislature des Arizona-Territoriums das Pinal County vertrat. Präsident William McKinley ernannte ihn 1898 zum Registrar im United States Land Office in Tucson (Pima County). Kirke Tonner Moore besuchte die öffentlichen Schulen im Arizona-Territorium. Danach ging er auf die University of Arizona, wo er einen Bachelor of Arts machte. Moore besuchte dann die Stanford University, wo er 1908 mit einem Bachelor of Laws graduierte.
Nach seiner Rückkehr in das Arizona-Territorium erhielt er dort seine Zulassung als Anwalt. Er hatte auch eine Zulassung als Anwalt vor dem United States District Court und dem Supreme Court.
Der Gouverneur des Arizona-Territoriums Joseph Henry Kibbey ernannte ihn am 17. März 1909 zum Superintendent of Public Instruction des Arizona-Territoriums, um die Vakanz zu füllen, die durch den Rücktritt von R. L. Long entstanden war. Im Jahr 1911 wurde er durch den Gouverneur des Arizona-Territoriums Richard Elihu Sloan erneut zum Superintendent of Public Instruction des Arizona-Territoriums ernannt.
Moore war Mitglied der letzten oder 25. Territorial-Legislature des Arizona-Territoriums sowie der ersten State Legislature. Im November 1911 nahm er als Republikaner seinen Sitz im Repräsentantenhaus des Arizona-Territoriums ein und dann 1912 im Repräsentantenhaus von Arizona.
Nach seiner Amtszeit als Superintendent of Public Instruction des Arizona-Territoriums war er während des Ersten Weltkrieges für die US-Bundesregierung tätig. 1922 wurde er zum Superior Court Judge im Pima County ernannt. Moore wurde als Father of Arizona Aviation bekannt, als er den Vorsitz im State Aviation Committee hatte.
Kirke T. Moore starb im Frühjahr 1938 im Alter von 55 Jahren in Kalifornien.

## Auszeichnungen und Ehrungen
Die Universität von Arizona vergibt jährlich das nach ihm benannte Stipendium Kirke Tonner-Moore Scholarship.